# Édouard Philippe
Édouard Philippe (født 28. november 1970 i Rouen) er en fransk jurist og politiker (fra partiet Les Républicains). Den 15. maj 2017 udnævnte præsident Emmanuel Macron ham til Frankrigs premierminister. Den 3. juli 2020 blev Philippe afløst af Jean Castex.
Philippe har været medlem af Assemblée Nationale (Nationalforsamlingen) siden 2012 og var fra 2010 til 2017 borgmester i Le Havre.

## Baggrund
Philippes forældre var fransklærere og han tog sin videregående uddannelse efter grundskolen på den franske skole i Bonn, hvor faren var rektor.
Philippe tilhørte oprindeligt Parti Socialiste (Socialistpartiet), og førte valgkamp for Michel Rocard, som var premierminister under tidligere præsident François Mitterrand. Da Rocard trådte tilbage fra politik, bevægede Philippe sig mod højre. Han har tilhørt kredsen om tidligere premierminister Alain Juppé, som var premierminister under tidligere preæident Jacques Chirac. Da Juppé blev dømt for korruption, skiftede Philippe til et job i den private sektor. Han drev valgkamp for Juppé under primærvalgene forud for præsidentvalget i Frankrig 2017.

## Privat
Édouard Philippe er gift og har tre børn.

## Partier
Édouard Philippe har været medlem af forskellige partier.
- 1990'erne: Parti Socialiste (PS)
- 2002-2015: UMP (Union for en folkelig bevægelse)
- 2015-marts 2018:Les Républicains (LR)
- marts 2020-nu: Divers centre (DVC)